# Österrike i olympiska vinterspelen 1988
Österrike deltog i olympiska vinterspelen 1988. Österrikes trupp bestod av 93 idrottare varav 66 män och 15 kvinnor. Den yngsta av Österrikes deltagare var Heinz Kuttin (17 år och 30 dagar) och den äldsta var Peter Kienast (38 år och 334 dagar).

## Medaljer

### Guld
- Alpin skidåkning
  - Kombination herrar: Hubert Strolz
  - Super-G damer: Sigrid Wolf
  - Kombination damer: Anita Wachter

### Silver
- Alpin skidåkning
  - Storslalom herrar: Hubert Strolz
  - Kombination herrar: Bernhard Gstrein
  - Super-G herrar: Helmut Mayer

- Nordisk kombination
  - Individuell herrar: Klaus Sulzenbacher

- Hastighetsåkning på skridskor
  - 10 000 m herrar: Michael Hadschieff

### Brons
- Nordisk kombination
  - Lag herrar: Hansjörg Aschenwald, Günther Csar och Klaus Sulzenbacher

- Hastighetsåkning på skridskor
  - 1 500 m herrar: Michael Hadschieff